# Hieracium griffithii
Hieracium griffithii es una especie de planta con flor del género Hieracium, de la familia Asteraceae, orden Asterales.

## Distribución
Hieracium griffithii se distribuye por Gales, Europa.

## Taxonomía
Fue descrita científicamente por (F. Hanb.) F. Hanb.
Tratamiento taxonómico
La especie aparece registrada y publicada en Rep. Bot. Exch. Club Brit. Isles.